# Sferna spirala
Sferna spirala je sferna krivulja, ki jo opravi telo, ki se giblje od južnega proti severnemu polu sfere in pri tem tvori stalni kot (ne pa pravi kot) s poldnevniki. 
Posebna oblika sferne spirale je loksodroma.
Parametrična oblika enačbe sferne spirale je
{\displaystyle x(t)={\frac {\cos(t)}{\sqrt {a^{2}t^{2}+1}}}}
{\displaystyle y(t)={\frac {\sin(t)}{\sqrt {a^{2}t^{2}+1}}}}
{\displaystyle z(t)=-{\frac {at}{\sqrt {a^{2}t^{2}+1}}}}.
kjer je 
- {\displaystyle a\,} konstanta.

Ukrivljenost je enaka
{\displaystyle {\frac {\sqrt {a^{8}t^{8}+4a^{6}t^{6}+(a^{2}+1)^{3}+3a^{4}(a^{2}+2)t^{4}+a^{2}3a^{4}+6}}{r(a^{2}(t^{2}+1)+1)^{3/2}}}\,}
Vzvoj pa je
{\displaystyle -(a(a^{2}t^{2}+1)^{3/2}(a^{4}t^{4}+4a^{4}t^{2}+a^{2}+1))/(r(a^{8}t^{8}+4a^{6}+t^{6}+3a^{6}t^{4}+3a^{6}t^{2}+a^{6}+6a^{4}t^{4}+6a^{4}t^{2}+3a^{4}+4a^{2}t^{2}+3a^{2}+1))}.

## Vir
Kot vir sta bila uporabljena članka na MathWorld in WolpframAlpha.  